# IC 4202
IC 4202 ist eine Spiralgalaxie vom Hubble-Typ Sbc im Sternbild Coma Berenices am Nordsternhimmel. Sie ist schätzungsweise 319 Millionen Lichtjahre von der Milchstraße entfernt und hat einen Durchmesser von etwa 160.000 Lichtjahren.
Im selben Himmelsareal befinden sich u. a. die Galaxien NGC 4979, IC 854, IC 4198.
Das Objekt wurde am 20. Juni 1895 von Stéphane Javelle entdeckt.